# Mary Dresselhuys

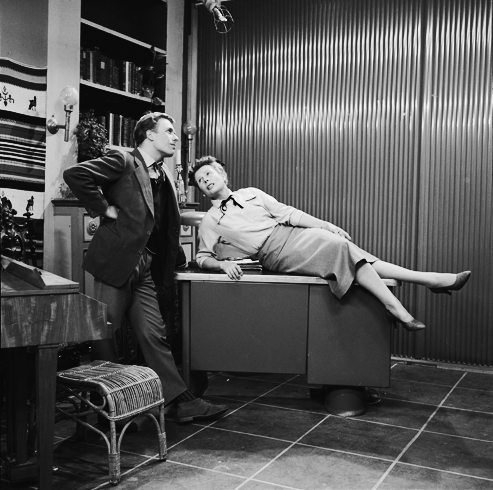
Mary Dresselhuys als mevrouw De Wit in Pension Hommeles in 1957

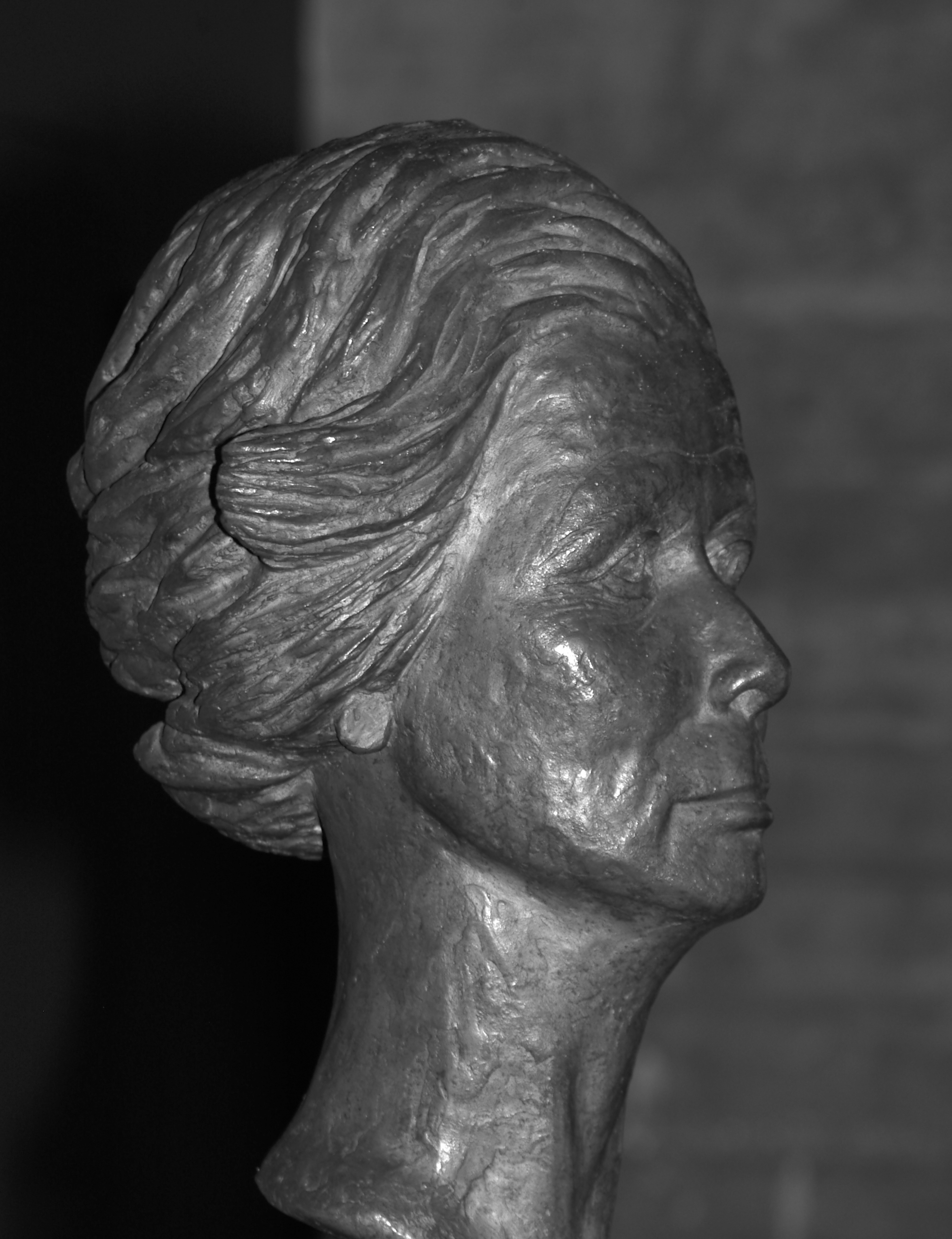
Buste van Dresselhuys in de Agnietenhof (theater in Tiel)

Marie Johanna (Mary) Dresselhuys (Utrecht, 22 januari 1907 – Amsterdam, 19 mei 2004) was een Nederlandse actrice, die ruim honderdvijftig rollen heeft gespeeld op toneel, in films en voor de televisie in een lange carrière.

## Levensloop
Dresselhuys werd in 1907 geboren in Utrecht als dochter van een tabaksmagnaat. Ze groeide op in Tiel. Naar eigen zeggen was in haar omgeving niemand in toneel geïnteresseerd en als het aan haar ouders had gelegen had zij niet de kans gekregen uit te groeien tot de comédienne die ze geworden is. Haar eerste rollen speelde ze op de middelbare school in Tiel. Tijdens vakanties in Den Haag, bij haar grootmoeder, ging ze veel naar het theater. In 1926 deed ze toelatingsexamen voor de Amsterdamse Toneelschool waar ze in 1929 haar diploma behaalde. Ze kreeg er onder andere les van Albert van Dalsum, Magda Janssens en Else Mauhs. Haar eerste rol, nog als figurante, speelde ze bij het Rotterdamsch Hofstadtoneel van Cor van der Lugt Melsert op 7 september 1929. Al vanaf december kreeg ze volwaardige rollen toebedeeld. Sinds 1992 wordt een naar haar genoemde prijs uitgereikt aan acteurs met een bijzonder acteertalent. In 2004 overleed ze op 97-jarige leeftijd in Amsterdam.

## Privéleven
Dresselhuys is drie keer getrouwd geweest. Van 1929 tot 1933 was ze getrouwd met de acteur Joan Remmelts. Van 1934 tot 1946 was ze met acteur Cees Laseur getrouwd, met wie ze twee dochters kreeg: Merel en Petra Laseur. Van 1955 tot diens dood in 1986 met vlieger-auteur Adriaan Viruly ("Jons"). Zij kregen samen al snel de bijnaam "Kunst en Vliegwerk" en maakten in 1969 onder die naam samen een programma.

## Film
- Eline Vere (1992) - mevrouw Van Raat
- Vroeger kon je lachen (1983) - mevrouw op het station
- Celine (1979)
- Pygmalion (1976) - Mevrouw Higgins
- Slippers (1975) - Sheila
- Dorp aan de rivier (1958) - mevrouw Van Taeke
- De kribbebijter (1935) - Mary

## Televisie
- Baantjer (1998) - als Aleida van Maerseelte-Bergeneyck (afl. De Cock en de moord op de heks)
- 12 steden, 13 ongelukken (1994) - als Lydia Pelikaan van Delden (afl. Vriendendienst) (Gorinchem)
- Diamant (1994) - als Isabella Grabowski
- Maigret (1965) - als Juffrouw Clément (afl. Maigret op kamers)
- Pension Hommeles (1957) - als Specialiste Mevrouw de Wit (afl. De Franse slag)

## Trivia
- Tineke Schouten persifleerde Dresselhuys veelvuldig in de artiestenparade, het vaste deel van Schoutens show.
- In het gerenoveerde DeLaMar theater, dat op 28 november 2010 heropende in Amsterdam, is een theaterzaal naar haar vernoemd.
- Arriva rijdt in de Achterhoek met treinstel 10371, dat de naam 'Mary Dresselhuys' draagt